# Bayram Şit
Bayram Şit (Akşar, 1930 – Ankara, 29 maggio 2019) è stato un lottatore turco, specializzato nella lotta libera.

## Palmarès
- Giochi olimpici

Helsinki 1952: oro nei pesi piuma.
- Mondiali

Tokyo 1954: argento nei pesi piuma.
- Giochi del Mediterraneo

Alessandria d'Egitto 1951: oro nei pesi piuma.